# Ludmila Tcherina
Monique Tchemerzine, dite Ludmila Tcherina, est une danseuse, tragédienne, écrivaine, peintre et sculptrice française née le 10 octobre 1924 à Paris où elle est morte le 21 mars 2004.

## Biographie
Monique Tchemerzine naît à Paris le 10 octobre 1924. Son père, Avenir Tchemerzine, est un prince tcherkesse qui a fui Saint-Pétersbourg et s'est exilé à Paris. Il est mathématicien et inventeur de la fusée éclairante. Sa mère, Stéphane Finette, française, est ancienne élève de l'École des chartes. Avec son mari, elle travaille à une bibliographie des éditions originales de la poésie française du Moyen Âge au XIXe siècle, reconnue comme un ouvrage de référence sous le nom de « Tchemerzine ».
Monika, comme elle se fait appeler, commence à danser dès l'âge de 3 ans. Elle prend des cours de danse russe auprès d'Olga Preobrajenska, puis de danse italienne auprès de Mme d'Alessandri et, enfin, Tverskoi l'initie au « mime dansé des émotions intérieures ». Elle aura encore pour professeur Georges Ricaux qui est aussi le maître à danser de Jean Babilée et de Roland Petit. Elle complète sa formation en intégrant l'École de danse de l'Opéra de Paris.
« Formée à la pratique des entrechats et des fouettés dès son plus jeune âge », elle monte sur scène pour la première fois à l'âge de dix ans dans le rôle d'un lutin du Songe d'une nuit d'été de Felix Mendelssohn. Concernant sa vocation pour la danse, Tcherina se rappelle : « À l'âge de cinq ans, je me souviens avoir tendu la main à quelqu'un… Comme cette personne ne réagissait pas, j'ai esquissé un geste d'offrande. Cela allait bien au-delà du simple mouvement : ce jour-là, j'ai eu la révélation de ce que pouvait être le geste : une libération des sentiments. Ensuite, chaque fois que je voulais exprimer quelque chose, je le faisais en dansant… »
Elle a 13 ans quand elle danse Les Sylphides. En 1939, à l'âge de 15 ans, elle est nommée  danseuse étoile des Ballets de Monte-Carlo dirigés par Serge Lifar devenant « la plus jeune étoile de l'Histoire de la danse »
Après la Seconde Guerre mondiale, elle devient une artiste indépendante. Elle est étoile des Ballets de Paris de Roland Petit (1947) et du Metropolitan Opera à New York (1950) mais joue aussi dans l'opérette Le Chevalier Bayard (1948) aux côtés de deux artistes débutants : Yves Montand et Henri Salvador, et au cinéma dans Les Chaussons rouges de Michael Powell et Emeric Pressburger, sur une chorégraphie de Léonide Massine.
En 1946, Tcherina épouse Edmond Audran, petit-fils d'Edmond Audran, danseur comme elle. Il devient son chorégraphe et partenaire avant de mourir brutalement dans un accident de car en juillet 1951, à l'âge de 33 ans, peu après la fin du tournage des Contes d'Hoffmann (The Tales of  Hoffmann) de Powell et Pressburger, dans lequel ils sont partenaires. Désemparée, Tcherina souhaite abandonner la danse mais le film est un succès mondial. Elle tournera une quinzaine de films avant de se consacrer à la peinture (elle expose dès les années 1960) et à la sculpture.
Le 28 mai 1953, elle épouse Raymond Roi — propriétaire des contreplaqués Leroy à Lisieux qui créa la boîte d'emballage en bois pour le Livarot — qui l'encourage à remettre ses chaussons de danse. Ensemble, ils fonderont une troupe de ballet d'avant-garde dans laquelle la ballerine réalise son rêve de « théâtre total » et qu'ils dirigeront jusqu'au décès de Raymond Roi en septembre 1987.
Au terme d'une « longue et douloureuse maladie », Ludmila Tcherina meurt le 21 mars 2004 à Paris. Elle laisse d'elle-même l'image d'« une très grande artiste qui fit preuve d'une grande vitalité créatrice dans tous les arts qu'elle exerça avec talent ».
Elle est inhumée au cimetière de Montmartre (division 21).
Ludmila Tcherina a publié deux romans sous son nom de scène aux Éditions Albin Michel : L'Amour au miroir (1983), évoquant le monde de la danse, qui fut un best-seller, et La Femme à l'envers (1986), sorte d’opéra barbare.
Résumant son personnage, un critique, confondu par l'aisance avec laquelle elle s'était élancée à l'âge de cinq ans dans l'allée centrale de Notre-Dame de Paris pour danser devant l'autel, déclare : « Elle a une grâce d'ange et une malice de démon. »

## Carrière

### La danseuse étoile

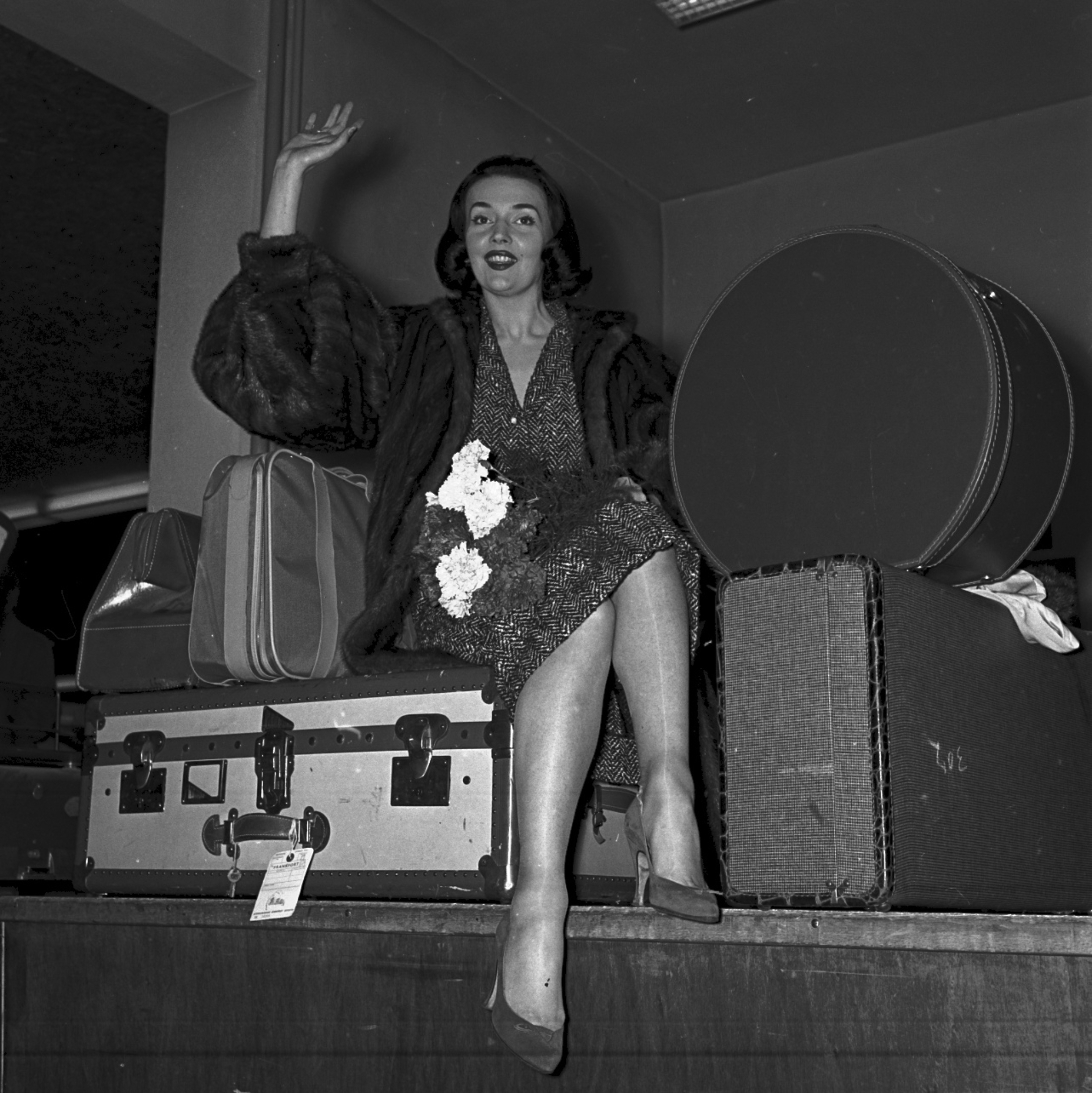
Ludmila Tchérina en 1955 à l'aéroport de Francfort lors d'une tournée de promotion pour son film Fledermaus.

Au cours de sa carrière, Ludmila Tcherina a interprété les plus grands rôles du répertoire classique sur les plus grandes scènes lyriques du monde : l'Opéra de Paris, la Scala de Milan (Giselle en 1954 sous la direction d'Arturo Toscanini) ou le Metropolitan Opera de New York. Elle est la première danseuse occidentale à se produire au théâtre Bolchoï (Giselle en 1959) et au Kirov de Saint-Pétersbourg.
Elle personnifie la Lumière du ballet Excelsior au Théâtre communal de Florence lors du Maggio Musicale Fiorentino de 1967.
Elle interprète les principaux ballets russes de Serge Diaghilev, notamment les personnages  créés par Anna Pavlova (Le Spectre de la rose) et Tamara Karsavina (Shéhérazade).
Elle crée parallèlement de nombreux ballets contemporains pour Serge Lifar, George Balanchine, Roland Petit, Maurice Béjart, mais danse aussi au sein de la compagnie qu'elle a créée.
Parmi ses grands rôles :
- Juliette et Roméo (1942), dans lequel elle interprète le rôle de Juliette dans une chorégraphie de Serge Lifar avec lequel elle danse souvent ;
- Bonaparte (1945-1951) ;
- L'Atlantide (musique d'Henri Tomasi) au Casino d'Enghien-Les-Bains (1955) où elle reprend le rôle d'Antinéa créé par Ethéry Pagava ;
- Le Martyre de Saint-Sébastien de Gabriele D'Annunzio et Claude Debussy (1957) à l'Opéra de Paris où « elle donna toute sa mesure comme danseuse, mais aussi comme mime et tragédienne »[10] ;
- Feu aux poudres (1959), l'unique ballet que Jean Renoir, écrit et mis en scène spécialement pour elle sur une chorégraphie de Paul Goubé. Le ballet est créé le 23 février 1959 avec l'Orchestre Lamoureux. Les décors et les costumes sont de Tcherina elle-même. La musique est signée Míkis Theodorákis sur la base du Ellinikis Apokrias (Carnaval) ;
- Les Amants de Teruel (1959), ballet-drame de Raymond Rouleau qu'elle portera par la suite à l'écran. La musique est de Míkis Theodorákis. Ce film fait partie de la sélection officielle de la France au Festival de Cannes 1962. Il y obtiendra le Prix spécial de la Commission supérieure technique ;
- Gala de Salvador Dalí et Roland Petit (1962) ;
- Jeanne d'Arc au bûcher (1970) de Paul Claudel et Arthur Honegger au Théâtre des Champs-Élysées ;
- La Muette de Portici (1972) à l'opéra de Palerme ;
- Salomé (1972) avec Maurice Béjart qui ne tarit pas d'éloges : « une force intérieure cachée qui ne laisse entrevoir que la souplesse de la chair dans ce qu'elle a de plus félin, de plus pervers aussi et qui, pourtant, au centre même du mouvement, devient d'une passivité de marbre... Une danseuse... véritable ! Ce soir, pendant quelques instants, je sais qui est Tcherina » (Maurice Béjart, Répétition de Salomé, 1972)[3].

### La peintre et la sculptrice
Peintre et sculptrice depuis sa jeunesse, elle expose dès les années 1960 dans toutes les grandes capitales.
À Paris, son exposition à l’hôtel de Sully, parrainée par André Malraux, et l’exposition autour de son Dynamogramme où elle allie peinture et danse au centre Georges-Pompidou, ont fait découvrir sa théorie de l'« art total » dont tous les aspects naissent du souffle et du mouvement.
En 1973, elle exécute un fusain préparatoire à un bronze, L'Envol, puis Élan déployé au sujet duquel elle dit : « Je ne peux créer qu'à travers des mouvements représentant la Vie, la Mort, l'Amour, les trois thèmes dominants de la danse ». En 1978, Fusain et Salomé (huile sur toile), Cri Bleu et Dionysie, deux autres huiles sur toiles, et L'Âme et la danse (huile) ainsi que de nombreux dessins et gouaches.
En 1991, Ludmila Tcherina conçoit et réalise Europe à cœur, une sculpture monumentale de 12 mètres de haut, officiellement choisie par la Communauté européenne pour symboliser l’Europe unie (placée sous le parrainage de la Fondation européenne des arts, des sciences et de la culture). Elle est dévoilée au musée d'Art moderne de la ville de Paris en mars 1992. Une version en résine blanche se trouve devant le pavillon européen de l’Exposition universelle de Séville. La version en bronze est installée devant le Parlement européen de Strasbourg au printemps 1994. Cette sculpture a été déplacée sur le parvis du nouveau parlement, place Louise-Weiss, elle a été officiellement dévoilée le 13 décembre 2000 par Nicole Fontaine, présidente du Parlement européen. En 1997 une médaille commémorative utilisant le visuel de la sculpture Europe à cœur a été éditée par la Fondation de l'Europe des sciences et des cultures.
En 1994, elle conçoit et réalise Europa operanda, avec le parrainage de la Fondation de l'Europe des sciences et des cultures, une sculpture monumentale en bronze pour le terminal français d'Eurotunnel à Calais. Cette sculpture a été présentée officiellement, à Calais-Coquelle, à la reine d'Angleterre et au président de la République française, le 6 mai 1994 lors de l'inauguration du Tunnel sous la Manche. Le prototype en résine est exposé à la partie haute de la Gare de Paris-Nord depuis juin 1995. Europa operanda symbolise l’esprit de création et la construction de l'Europe.
Les dernières recherches plastiques de Ludmila Tcherina s'attachent à prolonger cette conception d'un « art total » qui constitue son destin artistique depuis ses débuts : « une vision synthétique du mouvement, du geste créateur traduit dans l'espace de la même manière que par la chair du danseur, le trait sur la toile, le volume du bronze ou une certaine vision de l'avenir ».

## Filmographie
- 1946 : Un revenant de Christian-Jaque : Karina
- 1948 : Les Chaussons rouges de Michael Powell et Emeric Pressburger : Irina Boronskaja
- 1949 : La Belle que voilà de Jean-Paul Le Chanois : Mireille
- 1949 : La nuit s'achève de Pierre Méré
- 1949 : Fandango d'Emil-Edwin Reinert : Angelica
- 1951 : Parsifal de Carlos Serrano de Osma et Daniel Mangrané (en)
- 1951 : Les Contes d'Hoffmann de Michael Powell et Emeric Pressburger : Giulietta
- 1951 : Clara de Montargis d'Henri Decoin : Clara
- 1951 : À la mémoire d'un héros de Ray Ventura (court métrage)
- 1951 : Méphisto valse de Ray Ventura (court métrage)
- 1952 : Spartacus de Riccardo Freda : Amitys
- 1954 : Grand Gala de François Campaux
- 1954 : Le Signe du païen de Douglas Sirk : princesse Pulcheria
- 1954 : La Fille de Mata Hari de Carmine Gallone et Renzo Merusi
- 1955 : Oh ! Rosalinda ! de Michael Powell et Emeric Pressburger : Rosalinda
- 1958 : Musée Grévin de Jacques Demy (court métrage)
- 1959 : Lune de miel de Michael Powell : Anna
- 1961 : Les Amants de Teruel de Raymond Rouleau : Isa
- 1963 : Hommage à Debussy de Marcel L'Herbier (court métrage)
- 1969 : Salomé, téléfilm de Pierre Koralnik : Salomé
- 1971 : La Possédée, téléfilm de Éric Le Hung : Mère des Anges
- 1972 : L'Atlantide, téléfilm de Jean Kerchbron : Antinéa
- 1974 : La Dame aux Camélias, téléfilm de Robert Maurice : Marguerite Gauthier
- 1975 : La Passion d'Anna Karénine, téléfilm d'Yves-André Hubert : Anna Karénine
- 1975 : La Reine de Saba, téléfilm de Pierre Koralnik

## Distinctions

### Décorations
- 1962 :   Chevalier de l'ordre des Arts et des Lettres par André Malraux, ministre des Affaires culturelles
- 1970 :  Chevalier de la Légion d'honneur par Edmond Michelet, ministre des Affaires culturelles
- 1979 :  Chevalier de l'ordre des Palmes académiques par Christian Beullac, ministre de l'Éducation nationale
- 1980 :  Officier de la Légion d'honneur par Jean-Philippe Lecat, ministre de la Culture.

### Récompenses
- 1950 : Festival du Cinéma de Vichy, prix de la meilleure interprétation féminine pour La nuit s'achève.
- 1950 : Festival des Films de Danse, meilleure interprétation pour le ballet À la mémoire d'un héros (Bonaparte).
- 1950 : grand prix de la Danse (Amérique du Sud) pour Mephisto-Valse
- 1950 : grand prix d'interprétation féminine (États-Unis) pour Les Contes d'Hoffmann
- 1956 : médaille d'argent de la Ville de Paris
- 1957 : chevalier dans l'ordre de la Courtoisie française
- 1959 : médaille d'argent du souvenir
- 1959 : oscar de la popularité pour la danse (Italie)
- 1962 : cinq étoiles de la critique (plus haute récompense décernée par la presse pour le meilleur film étranger de l'année aux États-Unis) pour Les Amants de Teruel

- 1970 : médaille de vermeil de la Société d'encouragement au progrès
- 1971 : médaille d'or du prix Leonardo da Vinci
- 1973 : prix d'honneur du GEMAIL, âme de la Lumière
- 1975 : Festival de Monte-Carlo : meilleure interprète féminine pour La Reine de Saba
- 1978 : médaille de vermeil de la Ville de Paris, remise par Jacques Chirac, maire de Paris